# Vương Hy Phượng
Vương Hy Phượng (chữ Hán:王熙鳳) là một nhân vật trong bộ truyện nổi tiếng Hồng Lâu Mộng của tác giả Tào Tuyết Cần, Trung Quốc. Tên thường gọi của Vương Hi Phượng là Phượng thư hay mợ Hai, là con dâu của Giả Xá, Hình Phu nhân, vợ chính thất của Giả Liễn, mẹ của Giả Xảo Thư, cháu ruột của Vương Tử Đằng, Vương phu nhân, Tiết phu nhân. 

## Số phận
Vương Hy Phượng vốn là tiểu thư Vương phủ, một trong những đại gia bậc nhất đất Kim lăng, là cháu ruột của Vương phu nhân, vợ Giả Chính và là mẹ của Giả Bảo Ngọc, gả làm vợ chính thất của Giả Liễn, con trai cả của Giả Xá và Hình phu nhân, nên được gọi là mợ hai của Vinh quốc phủ. Phượng thư là một cô gái có dung nhan vô cùng lộng lẫy, quý phái:
 Chợt thấy bọn hầu đỡ một người từ phòng sau lại. Người này trang sức không giống các cô kia, gấm thêu lộng lẫy, trông như một vị thần tiên! Trên đầu, đỡ tóc bằng kim tuyến xâu hạt châu, cài trâm Ngũ Phượng Triêu Dương đính hạt châu, cổ đeo vòng vàng chạm con ly, mình mặc áo vóc đại hồng chẽn thêu trăm bướm lượn hoa bằng chỉ kim tuyến, ngoài khoác áo màu xanh lót bằng lông chuột bạch viền chỉ ngũ sắc, mặc quần lụa hoa màu cánh trả; mắt phượng, mày cong lá liễu, vóc người óng ả, dáng điệu phong lưu, thật là: Mặt phấn đầy xuân trông vẻ dịu. Làn son chưa hé miệng như cười.

Tuy xinh đẹp nhưng Hy Phượng lại là người phụ nữ đanh đá, chanh chua, cay nghiệt và độc ác nên có biệt danh là Phượng ớt. Là người nắm tất cả quyền hành trong phủ Vinh, Phượng Thư ngày ngày cai quản mọi việc vô cùng khéo léo, thông thạo, có thể quán xuyến công việc nhà cửa nên được người trên như Giả mẫu hay Vương phu nhân rất quý mến, nhưng bị người dưới e ngại, có khi thù ghét. Tuy không biết đọc sách ngâm thơ nhưng nàng lại có đầu óc thông minh sắc sảo, giỏi tính toán, xứng đáng vào bậc nữ lưu hào kiệt trong phủ, nam nhân không thể so sánh được. Phượng Thư thông minh nhưng hay phải dụng nhiều tâm cơ, cậy khỏe nên tham công tiếc việc, bởi vậy nên sức khỏe dần dần suy kém. Trong kết thúc của Cao Ngạc, Vương Hy Phượng chính là người bày kế tráo giường đổi cột, để Bảo Ngọc lấy Bảo Thoa, còn Đại Ngọc ôm hận mà chết. Cơ nghiệp trong phủ thì ngày một lụn bại, quyền hành của Phượng Thư cũng mất dần, lại phải gánh chịu nhiều nghiệp chướng lúc trước nên đến đám tang của Giả mẫu, nàng cũng không còn được người trọng nể. Cuối cùng bệnh tật rồi chết, thọ khoảng 30, 31 tuổi. Khi bốc thẻ nàng được thẻ hoa cúc.

### Chính sách đề vịnh chi bát
| 正冊題詠之八 凡鳥偏從末世來， 都知愛慕此生才； 一從二令三人木， 哭向金陵事更哀。 | Chính sách đề vịnh chi 08 Phàm điểu thiên tòng mạt thế lai, Đô tri ái mộ thử sinh tài; Nhất tòng nhị lệnh tam nhân mộc, Khốc hướng Kim Lăng sự cánh ai. | Đề cuốn sách chính bài 8 (Người dịch: nhóm Vũ Bội Hoàng) Chim phượng kìa sao đến lỗi thời, Người đều yêu mến bực cao tài, Một theo hai lệnh, ba thôi cả, Nhìn lại Kim Lăng luống ngậm ngùi. |

### Hồng lâu mộng khúc
| 聰明累 機關算盡太聰明， 反算了卿卿性命！ 生前心已碎， 死後性空靈。 家富人寧； 終有個，家亡人散各奔騰。 枉費了意懸懸半世心， 好一似，蕩悠悠三更夢。 忽喇喇似大廈傾， 昏慘慘似燈將盡。 呀！一場歡喜忽悲辛。 嘆人世，終難定！ | Thông minh lụy Cơ quan toán tận thái thông minh, Phản toán liễu khanh khanh tính mệnh! Sinh tiền tâm dĩ toái, Tử hậu tính không linh. Gia phú nhân ninh; Chung hữu cá, gia vong nhân tản các bôn đằng. Uổng phí liễu ý huyền huyền bán thế tâm, Hảo nhất tự, đãng du du tam canh mộng. Hốt lạt lạt tự đại hạ khuynh, Hôn thảm thảm tự đăng tương tận. Nha! Nhất trường hoan hỉ hốt bi tân. Thán nhân thế, chung nan định! | Mắc lụy thông minh (Người dịch: nhóm Vũ Bội Hoàng) Việc đời tính rất thông minh Việc mình, mình tính phận mình vẫn sai Sống lần ruột đã nát rồi Chết mang tiếng hão là người tinh ranh Trước kia giàu có khang ninh Giờ sao cơ nghiệp tan tành khắp nơi Uổng công áy náy nửa đời Khác gì một giấc mộng dài thâu canh Ầm Ầm như sắp đổ đình Chập chờn như ngọn đèn xanh cạn dầu Vừa vui vẻ đã âu sầu Đời người biến đổi biết đâu mà lường. |

## Trên màn ảnh
- Đặng Tiệp thủ vai Vương Hy Phượng trong phim Hồng Lâu Mộng năm 1987, đạo diễn Vương Phù Lâm